# Književnost u 1924.
◄◄ | ◄ | 1921. | 1922. | 1923. | 1924.  | 1925. | 1926. | 1927. | ► | ►►
Arhitektura • Astronomija • Biologija • Film • Fotografija • Glazba • Kazalište • Kemija • Kiparstvo • Knjige • Književnost • Kršćanstvo • Meteorologija • Medicina • Planinarstvo • Politika • Pravo • Promet • Slikarstvo • Strip • Šport • Televizija • Znanost • Zrakoplovstvo • Željeznički promet
Književnost u 1924.

## Svijet

### Nagrade i priznanja
- Nobelova nagrada za književnost:

### Smrti
- 3. lipnja – Franz Kafka, austrijski književnik (* 1883.)
- 3. kolovoza – Joseph Conrad, britanski prozaist (* 1857.)
- 12. listopada – Anatole France, franucski književnik (* 1844.)

## Vanjske poveznice
|  | Zajednički poslužitelj ima još gradiva o temi Književnost u 1924. |